# Michael Carbajal
Pour les articles homonymes, voir Carbajal.
Michael Carbajal est un boxeur mexicano-américain né le 17 septembre 1967 à Phoenix, Arizona.

## Carrière
Vainqueur des Golden Gloves en 1986 et champion des États-Unis amateur en 1988 dans la catégorie mi-mouches, il passe professionnel l'année suivante et devient champion du monde des poids mi-mouches IBF le 29 juillet 1990 en battant à la 7e reprise Muangchai Kittikasem. Après 6 défenses victorieuses, il réunifie les ceintures IBF & WBC le 16 mars 1993 en stoppant également au 7e round Humberto González. Le mexicain prendra sa revanche le 19 février 1994 (décision partagée des juges au terme des 12 reprises).
Le 15 juillet 1994, Carbajal remporte le titre WBO en battant Josue Camacho mais sera destitué le 12 novembre après une seconde défaite contre Humberto González. Il sera à nouveau champion IBF entre le 16 mars 1996 et le 18 janvier 1997 puis champion WBO le 31 juillet 1999 en battant à la 11e reprise Jorge Arce avant d'annoncer quelques jours plus tard sa retraite.

## Distinctions
- Michael Carbajal est élu boxeur de l'année en 1993 par Ring Magazine.
- Il est membre de l'International Boxing Hall of Fame depuis 2006.